# Рощина Аза Костянтинівна
А́за Костянти́нівна Ро́щина (нар. 6 липня 1930 — пом. 14 травня 2008) — українська піаністка і педагог, професор Київської консерваторії.

## Загальні відомості
Більша частина життя Ази Костянтинівни пов'язана з Київською консерваторією.
У вісімнадцятирічному віці стала студенткою (1948—1953), згодом асистентом і аспіранткою (1953—1957), далі — викладачем кафедри спеціального фортепіано (з 1958 року), завідувачем кафедри концертмейстерства (1976—1981), доцентом (1975), професором (1992).
Учениця Арнольда Янкелевича і Євгена Сливака.
В молодості багато концертувала. Як піаністка виступала в дуеті з О. О. Александровим. Грала Фантазію і «Карнавал» Шумана, «Картинки з виставки» Мусоргського, концерти Чайковського, Шопена. Разом з Олександром Александровим і Всеволодом Воробйовим зіграла Потрійний концерт Баха, до-мінорний з оркестром.
Серед її учнів Н. В. Мальцева, Т. О. Рощина, С. В. Гримальский, Т. С. Кушніренко, О. В. Кононова, Л. Д. Аза.

## Родина
Донька — Тетяна Рощина — піаністка, мистецтвознавець, професор Київської консерваторії.
Онука — Марія Пухлянко — піаністка, лауреат міжнародних конкурсів.